# Итабаяна (Параиба)
Итабаяна (порт. Itabaiana)  —  муниципалитет в Бразилии, входит в штат Параиба. Составная часть мезорегиона Сельскохозяйственный район штата Параиба. Входит в экономико-статистический  микрорегион Итабаяна. Население составляет 30 278 человек на 2006 год. Занимает площадь 218,847 км². Плотность населения — 110,9 чел./км².
Праздник города — 26 мая.

## Статистика
- Валовой внутренний продукт на 2003 год составляет 52 508 494,00 реалов (данные: Бразильский институт географии и статистики).
- Валовой внутренний продукт на душу населения на 2003 год составляет 2125,51 реалов (данные: Бразильский институт географии и статистики).
- Индекс развития человеческого потенциала на 2000 год составляет 0,612 (данные: Программа развития ООН).